# Anthony Albanese
Anthony Norman Albanese (Sídney, Nueva Gales del Sur; 2 de marzo de 1963) es un político australiano que se desempeña como primer ministro de Australia desde el 23 de mayo de 2022, y líder del centroizquierdista Partido Laborista Australiano desde 2019. Es miembro del Parlamento desde 1996, fue vice primer ministro de Australia en 2013, ministro del gabinete en los gobiernos de Kevin Rudd y Julia Gillard de 2007 a 2013, y líder de la oposición de 2019 a 2022.
Estudió economía en la Universidad de Sídney. Se unió al Partido Laborista cuando era estudiante, trabajó como funcionario del partido y oficial de investigación. Albanese fue elegido miembro de la Cámara de Representantes en las elecciones de 1996.

## Biografía

### Primeros años y educación
Albanese fue criado por su madre, Maryanne Ellery, de ascendencia irlandesa, en el suburbio de Camperdown, Sídney. Su padre, Carlo Albanese, era un marinero italiano de Barletta, a quien no conoció hasta 2009. Estudió en St Mary's Cathedral College y luego cursó Economía en la Universidad de Sídney, donde se involucró activamente en la política estudiantil y se unió al Partido Laborista Australiano.

### Carrera política
Tras trabajar como funcionario del partido y asesor político, Albanese fue elegido para el Parlamento en 1996. Durante los gobiernos laboristas de Kevin Rudd y Julia Gillard (2007-2013), ocupó varios cargos ministeriales, incluyendo ministro de Infraestructura y Transporte, y ministro de Comunicaciones. En 2013, fue nombrado vice primer ministro bajo el segundo mandato de Rudd.
Después de la derrota del Partido Laborista en las elecciones de 2013, Albanese continuó en la oposición y fue elegido líder del partido en 2019, convirtiéndose en líder de la oposición. En las elecciones federales de 2022, lideró al Partido Laborista a la victoria, poniendo fin a casi una década de gobierno de la coalición liberal-nacional. Fue investido como primer ministro el 23 de mayo de 2022.

## Vida personal
Albanese estuvo casado con Carmel Tebbutt, ex vice primera ministra de Nueva Gales del Sur, con quien tiene un hijo. La pareja se separó en 2019. Desde 2020, mantiene una relación con Jodie Haydon. Es el primer primer ministro australiano de ascendencia italiana y el primero en ocupar el cargo tras un divorcio.